# RAM-2000
Der RAM-2000 ist ein Panzerwagen des israelischen Rüstungsherstellers IAI Ramta, der in den Antriebskonfigurationen 4×4 oder 4×2 verfügbar ist. Das Fahrzeug ist die neueste Variante der RAM-Familie, die im Wesentlichen eine Weiterentwicklung des israelischen RBY Mk. 1 darstellt. Als alternative Bezeichnung wird daher ebenfalls RAM Mk. III verwendet.

## Beschreibung
Als Basisversion wird der RAM-2000 als Truppentransporter vertrieben, der bis zu sechs voll ausgerüstete Infanteristen im Innenraum, zusätzlich zum Fahrer und Kommandanten, mitführen kann. Aufgrund der Panzerung und Geländegängigkeit ist das Fahrzeug auch als Spähpanzer, leichter Schützenpanzer, Panzerabwehrfahrzeug und als Polizeiwagen einsetzbar. Ramta wirbt mit zwölf verschiedenen Versionen.
Die Panzerung des Fahrzeugs schützt die Insassen vor Projektilen bis zu Kaliber 7,62 mm. Der RAM-2000 kann aber mit Zusatzpanzerung versehen werden, soweit dies erforderlich ist.
Der RAM-2000 wurde unter anderem nach Lesotho und Vietnam exportiert.